# 이디 세지윅
이디 세지윅(영어: Edie Sedgwick, 1943년 4월 10일 ~ 1971년 11월 16일)은 미국의 배우이다. 미국의 대표적인 팝 아티스트 앤디 워홀의 슈퍼스타로 유명세를 탔다. 약물 남용과 알코올 중독으로 1971년 이른 나이에 요절하였다.